# Everlong
Everlong is een nummer van de Amerikaanse band Foo Fighters. Het is het elfde nummer op het album The Colour and the Shape uit 1997. Op 18 augustus van dat jaar werd het nummer uitgebracht als de tweede single van het album.
"Everlong" werd geschreven door zanger Dave Grohl terwijl hij in scheiding lag met fotografe Jennifer Youngblood. Later schreef hij het complete nummer om de riff heen nadat hij verliefd werd op Veruca Salt-zangeres Louise Post. De videoclip van het nummer werd genomineerd voor de MTV Video Music Awards in de categorie "Best Rock Video" in 1998, maar verloor van het nummer "Pink" van Aerosmith.
Talkshowhost David Letterman noemde "Everlong" zijn favoriete lied en op 21 februari 2000 speelden de Foo Fighters het nummer tijdens de Late Show with David Letterman, de eerste aflevering van de show nadat Letterman een hartoperatie had ondergaan. De band onderbrak hiervoor een tournee door Zuid-Amerika zodat zij in de show konden verschijnen, waarbij Grohl uitlegde: "We moesten er gewoon bij zijn. Niet alleen was het een eer om te worden gevraagd, maar het was iets waarvan we vonden dat we het moesten doen - omdat hij altijd zoveel voor ons had betekend. En dat begon deze connectie die we al jaren hebben. Het is fucking cool, weet je?" Op 20 mei 2015 keerde de band terug om opnieuw "Everlong" te spelen tijdens de laatste aflevering van de show. Tijdens dit nummer werd een montage getoond van momenten uit Lettermans carrière.

## NPO Radio 2 Top 2000
| Nummers met noteringen in de NPO Radio 2 Top 2000 | '11  | '12 | '13 | '14 | '15 | '16 | '17 | '18 | '19  | '20 | '21 | '22 | '23 | '24 |
| ------------------------------------------------- | ---- | --- | --- | --- | --- | --- | --- | --- | ---- | --- | --- | --- | --- | --- |
| Everlong                                          | 1083 | 185 | 162 | 201 | 133 | 168 | 151 | 170 | 266  | 219 | 220 | 166 | 163 | 180 |
| Everlong (akoestisch)                             | -    | -   | -   | -   | -   | -   | -   | -   | 1752 | -   | -   | -   | -   | -   |

1. ↑  Een '-' betekent dat het nummer niet was genoteerd en een vetgedrukt getal geeft de hoogste notering van een nummer aan.
2. ↑  2011 was het eerste jaar met een notering voor een van deze nummers.